# Nghi Dương
Nghi Dương (chữ Hán giản thể: 宜阳县, âm Hán Việt: Nghi Dương huyện) là một huyện thuộc địa cấp thị Lạc Dương, tỉnh Hà Nam, Cộng hòa Nhân dân Trung Hoa. Huyện Nghi Dương có diện tích km², dân số năm 1999 là 644548 người.Huyện Nghi Dương có mã số bưu chính 471600